# Municipio de Eckles
El municipio de Eckles (en inglés: Eckles Township) es un municipio ubicado en el condado de Beltrami en el estado estadounidense de Minnesota. En el año 2010 tenía una población de 1516 habitantes y una densidad poblacional de 18,23 personas por km².

## Geografía
El municipio de Eckles se encuentra ubicado en las coordenadas 47°32′44″N 95°0′10″O / 47.54556, -95.00278. Según la Oficina del Censo de los Estados Unidos, el municipio tiene una superficie total de 83.16 km², de la cual 81,88 km² corresponden a tierra firme y (1,54 %) 1,28 km² es agua.

## Demografía
Según el censo de 2010, había 1516 personas residiendo en el municipio de Eckles. La densidad de población era de 18,23 hab./km². De los 1516 habitantes, el municipio de Eckles estaba compuesto por el 82,72 % blancos, el 0,46 % eran afroamericanos, el 10,03 % eran amerindios, el 0,33 % eran asiáticos, el 0,07 % eran isleños del Pacífico y el 6,4 % eran de una mezcla de razas. Del total de la población el 2,11 % eran hispanos o latinos de cualquier raza.